# Kurt Klebsch
Kurt Klebsch (* 16. August 1931) ist ein ehemaliger deutscher Fußballspieler aus Berlin. Für den SC Lichtenberg 47 spielte er 1951 in der DDR-Oberliga, der höchsten Liga im DDR-Fußball.

## Sportliche Laufbahn
Sein einziges Spiel in der DDR-Oberliga absolvierte Kurt Klebsch im Alter von 19 Jahren am 25. Februar 1951 in der Begegnung Sachsenverlag Dresden – SC Lichtenberg 47. Bei der 0:3-Niederlage seiner Mannschaft war er als Rechtsaußenstürmer aufgeboten worden. Es blieb für Kurt Klebsch der einzige Einsatz im höherklassigen Fußball. Er spielte jedoch noch bis 1963 für die Lichtenberger, die 1952 zur Sportgemeinschaft herabgestuft wurden. In dieser Zeit bewegte sich die SG im drittklassigen Bereich, zuletzt in der Bezirksliga Berlin. 1955 (Kalenderjahr-Spielzeit) und 1957 wurde Kurt Klebsch mit den 47ern Ost-Berliner Fußballmeister und verhalf der Mannschaft damit zum Aufstieg in die II. DDR-Liga. 1959 erzielte Klebsch in der II. DDR-Liga elf Tore und wurde damit zum zweitbesten Torschützen seiner Mannschaft. Nach Abschluss der Saison 1962/63 beendete Kurt Klebsch 32-jährig seine Laufbahn als Fußballspieler.